# Sybille Gruner
Sybille Gruner, född 18 maj 1969 i Erfurt, är en tysk före detta handbollsspelare. Hon blev världsmästare i det tyska landslaget 1993.

## Karriär
Sybille Gruner började sin handbollsbana i sin hemstad Erfurt. Hon föddes i Erfurt i Östtyskland men gick på Kinder- und Jugendsportschule i Leipzig, en specialskola för atletiskt begåvade barn. Vid 16 års ålder spelade hon i seniorlaget i SC Leipzig som vann Europacupen 1986. Sedan vann hon flera östtyska mästartitlar med SC Leipzig. Hon spelade för SC Leipzig i sju år från 1983 till 1990. Då flyttade hon till TSV Bayer 04 Leverkusen och spelade för klubben i tolv år till 2002.  Efter ätt ha fött sin första dotter och vunnit den nationella cupen 2002 avslutade hon sin aktiva karriär som handbollsspelare. Under de följande fyra åren arbetade hon som assisterande tränare med ett avbrott vid andra dotterns födelse 2004.
1992 vid den olympiska turneringen i handboll var Sybille Gruner med då det tyska laget fick nöja sig med en fjärdeplats, efter förlust mot OSS i bronsmatchen. Gruner spelade 135 landskamper och gjorde 296 mål. Hennes främsta merit var när hon var med och vann handbolls-VM 1993 i Norge. Året efter följt av ett silver i hemma-EM 1994.

## Tränare
Från 2008 var hon ansvarig för DHB-basen i Leverkusen. 2013 blev hon huvudtränare för Bayer Leverkusens ungdomsavdelning.  I april 2018 meddelades det att Sybille Gruner skulle flytta till TuS Königsdorf som tränare för flicksektionen.  Från oktober 2020 till december 2021 tränade det tyska U17-landslaget.